# Residualgewinn
Die betriebswirtschaftliche Kennzahl des Residualgewinns (oder „Übergewinn“; englisch residual income) bezeichnet den Gewinn, der über die gewichteten Kapitalkosten hinaus erwirtschaftet wird. Negativ ausgedrückt ist Residualgewinn oder „Restgewinn“ der Teil des Gewinns, der nach Abzug der Kapitalkosten verbleibt.

## Allgemeines
Andere Definitionen orientieren sich an Buchwert-Kriterien: Residualgewinn ist der Teil des Gewinns eines Unternehmens, der über der Normalverzinsung des Substanzwertes liegt. Der Geschäfts- oder Firmenwert entspricht dem kapitalisierten Übergewinn.
Eigen- und Fremdkapital, die für Betriebszwecke zur Verfügung gestellt werden, verursachen Kapitalkosten, die durch den Produktionsprozess verdient werden müssen. Diese Kapitalkosten setzen sich aus Zinsaufwand (beim Fremdkapital) und Dividenden (beim Eigenkapital) zusammen. Während der Zinsaufwand den Gewinn schmälert, ist die Dividendenzahlung bereits eine Gewinnverwendung. Das Aggregat des Residualgewinns ist eine Größe, die aussagen soll, ob über den aus dem Produktionsprozess erwirtschafteten Gewinn (Leistungsgewinn) hinaus auch noch zusätzliche Gewinne erwirtschaftet wurden, die diese Kapitalkosten abdecken. Rückschlüsse darüber, ob eine getätigte Investition „Wert“ für das Unternehmen geschaffen hat, ergeben sich erst aus dem Residualgewinn. Ein Unternehmen arbeitet nach diesem Erfahrungssatz nur dann erfolgreich, wenn die Verzinsungsansprüche sämtlicher Kapitalgeber befriedigt werden. Je höher der über die Kapitalkosten hinausgehende „Übergewinn“ sei, desto erfolgreicher habe das Unternehmen gewirtschaftet.
Der Begriff des „residual income“ wurde erstmals durch General Electric im Jahre 1955 verwendet, um Managern Incentives zu gewähren. Bereits dieser US-Konzern benutzte das „residual income“ als Performance-Management-Maßstab für Manager, indem es Nachteile wie die Nichtberücksichtigung der Kapitalkosten vermied. Zuvor war 1937 Gabriel Preinreich der Beweis gelungen, dass bei einer Investition deren Kapitalwert unter bestimmten Prämissen dem Gegenwartswert aller Residualgewinne entspricht. Dieses Theorem ist in der deutschsprachigen Literatur als Preinreich-Lücke-Theorem bekannt geworden.

## Ermittlung
Ein Residualgewinn entsteht, wenn die Gesamtkapitalrendite größer ist als die Kapitalkosten des Unternehmens. Der Residualgewinn ({\displaystyle RG}) ergibt sich, wenn man vom operativen Cashflow ({\displaystyle OCF}) einer Rechnungsperiode die Abschreibungen ({\displaystyle Ab}) abzieht und den Kalkulationszinssatz {\displaystyle k} mit dem eingesetzten Kapital ({\displaystyle BIK}) der Vorperiode multipliziert:
{\displaystyle \mathrm {RG} =\mathrm {OCF} -\mathrm {Ab} -\mathrm {k} \cdot \mathrm {BIK} }
Dabei gehören zu den Kapitalkosten sowohl die Zinsaufwendungen beim Fremdkapital als auch die gezahlte oder kalkulatorische Eigenkapitalverzinsung (Dividende). Aus den Bestandteilen der Gleichung ist zu erkennen, dass es sich um verfügbare Daten des externen Rechnungswesens handelt.
Der Residualgewinn {\displaystyle RG} ergibt sich vereinfacht aus dem Gewinn {\displaystyle G} abzüglich der Verzinsung für die Kapitalbindung {\displaystyle K}:
{\displaystyle RG=G-K}.
Bei einem Residualgewinn von Null werden die Ansprüche der Kapitalgeber vollständig erfüllt.

## Zweck
Auf Grundlage des Residualgewinns kann eine wertorientierte Unternehmensführung betrieben werden. Ein Unternehmen oder eines seiner Segmente schafft Mehrwert, wenn ein Residualgewinn erwirtschaftet wurde. Der Residualgewinn kann allerdings nur in seltenen Ausnahmefällen eine fundierte Aussage über die Steigerung des Unternehmenswerts leisten, nämlich wenn es keinen bilanzierten Goodwill gibt, in Zukunft keine positiven Residualgewinne erwirtschaftet werden und der Market Value Added mit dem Kapitalkostensatz gleichförmig wächst. Weiterentwicklungen des Residualgewinns sind der Marktresidualgewinn, der 1991 von Stern Stewart & Co konzipierte Economic Value Added (EVA), der Cash Value Added (CVA) oder der Earnings less Riskfree Interest Charge (ERIC). Der EVA ist definiert als eine Messzahl, bei der „vom Gewinn die Kapitalkosten für das Betriebsvermögen abgezogen werden“. Beim EVA wird die Übergewinnermittlung auf Buchwertbasis vorgenommen.

## Übergewinnsteuer
Der Übergewinn ist nicht – wie es begrifflich naheliegt – die Bemessungsgrundlage für die Übergewinnsteuer (englisch excess profits tax), sondern sie wird auf den Mehrgewinn erhoben, der gegenüber dem als „normal“ eingestuften Gewinn in einem der vorangegangenen Geschäftsjahre erwirtschaftet worden ist.